# Brave Girls
Brave Girls (tiếng Hàn: 브레이브걸스; Romaja: Beureibeu Geolseu) là một nhóm nhạc nữ Hàn Quốc thuộc sự quản lý của Brave Entertainment được thành lập bởi nhà sản xuất Brave Brothers vào năm 2011. Nhóm ra mắt công chúng với đội hình năm thành viên bằng việc phát hành album đĩa đơn đầu tay The Difference vào ngày 7 tháng 4 năm 2011. Sau nhiều lần thay đổi thành viên, đội hình cuối cùng của nhóm bao gồm Minyoung, Yujeong, Eunji và Yuna.
Cuối tháng 2 năm 2021, trước bờ vực tan rã, Brave Girls bất ngờ nổi tiếng sau khi bài hát "Rollin'" đứng đầu các bảng xếp hạng âm nhạc nhờ một video tổng hợp các buổi biểu diễn của nhóm tại các doanh trại quân đội Hàn Quốc lọt top trending trên Youtube. Sau một thời gian hoạt động trở lại, nhóm tan rã vào tháng 2 năm 2023 khi tất cả các thành viên đều chấm dứt hợp đồng với Brave Entertainment. Hai tháng sau khi thông báo nhóm tan rã, bốn thành viên đã ký hợp đồng với Warner Music Korea và tiếp tục hoạt động với tên nhóm được đổi thành BB Girls.

## Lịch sử

### Trước khi ra mắt
Vào ngày 14 tháng 3 năm 2011, Eunyoung được tiết lộ là nhóm trưởng của Brave Girls. Cô là cháu gái của Shin Ha-kyun, một diễn viên được biết đến với vai diễn trong Welcome to Dongmakgol và Sympathy for Lady Vengeance. Hyeran sau đó đã tiết lộ vào ngày 17 tháng 3, và được chú ý vì giống với ca sĩ Son Dam-bi và vì các video luyện tập vũ đạo cũ dẫn đến tên của cô được xuất hiện trên các trang web video như M. Goon. Yejin cũng gây được sự chú ý vì thực tế rằng cô là 'Hoa hậu Seattle' tại cuộc thi Hoa hậu Hàn Quốc, và vì cô có nét giống với nữ diễn viên Kim Sa-rang.

### 2011: Ra mắt
Vào ngày 31 tháng 3, Brave Brothers đã phát hành hai hình ảnh teaser của nhóm, tiết lộ hai khái niệm mà nhóm sẽ thực hiện. Vào ngày 7 tháng 4, họ đã phát hành album đầu tay The Difference, cùng với một video âm nhạc cho ca khúc chủ đề "Do You know". Sau đó, họ xuất hiện lần đầu trên Music Bank của KBS với các bài hát quảng cáo "So Sexy" và "Do You Know".
Vào ngày 24 tháng 4, Brave Girls đã xuất hiện trên Gag Concert của KBS và biểu diễn một phiên bản trot của "Do You know". Ngoài ra, Eunyoung xuất hiện trên 100 Points out of 100 của KBS và giành được 2 huy chương (vàng và đồng).
Một video âm nhạc cho "So Sexy" đã được phát hành vào ngày 8 tháng 6.
Brave Girls cũng xuất hiện trong vai khách mời với Superkidd trên SBS, Protect the Boss.
Vào ngày 22 tháng 7, Brave Entertainment tuyên bố rằng nhóm sẽ trở lại trong cùng tháng và chia sẻ những bức ảnh khái niệm về album mini Back to da Futurecủa họ. Ca khúc chủ đề của họ, "Easily", với sự tham gia của nghệ sĩ Skull, đã được phát hành cùng với video âm nhạc vào ngày 28 tháng 7. Brave Brothers tuyên bố rằng bài hát này tỏ lòng tôn kính với "Excuse" của Kim Gun-mo. EP đầy đủ được phát hành vào ngày 29 tháng 7 và đạt vị trí thứ 14 trên Bảng xếp hạng album Gaon, bán được 1.606 bản.
Nhóm đã tham gia Giải vô địch điền kinh ngôi sao thần tượng lần thứ 3 vào tháng 9 vào ngày 3 tháng 11, xuất hiện một vai khách mời trong Mr. Idol với Chocolat và nhiều nhóm nhạc thần tượng khác. Tại Giải thưởng Giải trí Văn hóa Hàn Quốc lần thứ 19 vào ngày 15 tháng 12, nhóm đã nhận được giải thưởng "Tân binh của năm". Sau đó, vào ngày 25 tháng 12, họ đã xuất hiện trong Đội hình Hãy đi trong mơ (Let's Go Dream Team!) của KBS ! như những khách mời đặc biệt, và biểu diễn cho các thí sinh trong chương trình.

### 2012 - 2015: Re-Issue, For You và gián đoạn
Vào ngày 22 tháng 2 năm 2012, album mini thứ hai của Brave Girls Re-Issue đã được phát hành, với việc nhóm tổ chức một buổi giới thiệu bao gồm một buổi biểu diễn của khách mời từ Teen Top. EP đạt vị trí #14 trên Gaon Album Chart. Bài hát chủ đề "Nowadays" được xếp hạng cao trên các bảng xếp hạng và trở thành một trong những chủ đề được tìm kiếm nhiều nhất trên các trang web của Hàn Quốc. Trong các chương trình quảng bá cho EP, nhóm đã thể hiện một khái niệm nam tính - các thành viên được đề cập đã nói về chủ đề này, nói: "Chúng tôi nghĩ rằng chúng tôi thực sự cần thể hiện một khía cạnh khác của chúng tôi. Chúng tôi hiểu rằng những người hâm mộ chờ đợi khái niệm gợi cảm hoặc dễ thương của chúng tôi có thể sẽ thất vọng, nhưng hy vọng rằng họ cũng thích khái niệm này."
Vào ngày 29 tháng 8 năm 2013, có thông báo rằng Brave Girls sẽ có sự trở lại vào mùa thu, với một bài hát mới có tên "For You" sẽ được phát hành vào ngày 31 tháng 8.
Vào tháng 2 năm 2014, Brave Brothers đã báo cáo rằng anh ấy sẽ làm việc với một album dài đầy đủ cho nhóm, nhưng album đã bị hoãn vô thời hạn do anh ấy làm việc với AOA. Brave Girls đã không hoạt động trong hai năm sau đó.

### 2016: Thay đổi đội hình và High Heels
Vào tháng 2 năm 2016, sau một thời gian gián đoạn hai năm rưỡi, đã có thông báo rằng Brave Girls sẽ trở lại như một nhóm bảy thành viên, với năm thành viên mới và hai thành viên ban đầu.
Nhóm đã phát hành "Deepened" vào ngày 16 tháng 2 dưới dạng đĩa đơn kỹ thuật số, với các thành viên mới, Minyoung, Yujeong, Eunji, Yuna và Hayun và các thành viên ban đầu Yoojin và Hyeran.
Vào ngày 19 tháng 6, có thông tin rằng nhóm sẽ phát hành mini album thứ ba vào tháng 6 năm 2016. High Heels được phát hành vào ngày 27 tháng 6, cùng với video âm nhạc cho ca khúc chủ đề "High Heels".
Vào ngày 1 tháng 9, nhóm đã phát hành "Yoo-hoo" dưới dạng đĩa đơn kỹ thuật số.

### 2017 - 2020: Thay đổi đội hình, Rollin', The Unit, We Ride
Vào ngày 13 tháng 1 năm 2017, có thông báo rằng Yoojin đã rời khỏi nhóm do tập trung vào việc học của cô và Hyeran sẽ nghỉ phép tạm thời khỏi nhóm vì vấn đề sức khỏe. Năm thành viên còn lại tiếp tục hoạt động của nhóm, phát hành mini album thứ tư "Rollin'" vào ngày 7 tháng 3 năm 2017.
Vào ngày 17 tháng 8 năm 2017, có thông báo rằng các thành viên Brave Girls là Yujeong, Eunji và Yuna sẽ tham gia chương trình khởi động lại thần tượng The Unit khởi chiếu vào ngày 28 tháng 10 năm 2017. Yujeong và Eunji đã vượt qua buổi thử giọng. Eunji bị loại ở vị trí thứ 45 trong vòng loại trừ đầu tiên trong khi Yujeong bị loại ở vị trí thứ 37 trong vòng loại trừ thứ hai.
Vào ngày 11 tháng 8 năm 2018, Brave Girls đã phát hành ra bản "Roll Roll" (Phiên bản mới), đánh dấu sự trở lại đầu tiên của họ với bốn thành viên. Ngay trước khi phát hành bài hát, Brave Entertainment đã thông báo rằng thành viên Hayun sẽ không tham gia vào các chương trình quảng bá và đang bị gián đoạn do vấn đề sức khỏe.
Vào ngày 14 tháng 8 năm 2020, Brave Girls trở lại sau gần ba năm với đội hình bốn thành viên, bao gồm Minyoung, Yujeong, Eunji và Yuna, bằng cách phát hành một đĩa đơn kỹ thuật số mang tên "We Ride".  Cuối năm 2020, nhóm được giới thiệu trong loạt webtoon do Toontori sản xuất và được hỗ trợ bởi Bộ Văn hóa, Thể thao và Du lịch Hàn Quốc. Họ là một trong tám nhóm được chọn trong Dự án Hỗ trợ Hallyu Liên kết 2020 do Cơ quan Xúc tiến Trao đổi Văn hóa Quốc tế Hàn Quốc phối hợp với Hiệp hội Công nghiệp Webtoon của Hàn Quốc tổ chức.

### 2021: Thành công bất ngờ với "Rollin"
Vào cuối tháng 2 năm 2021, một video tổng hợp Brave Girls biểu diễn " Rollin' " ở các doanh trại đã lọt top xu hướng trên YouTube. Kết quả là, bài hát đã trở nên phổ biến và vươn lên dẫn đầu các bảng xếp hạng âm nhạc real-time. Nắm bắt được cơ hội này, nhóm quay trở lại hoạt động để quảng bá cho bài hát. Thành viên Yujeong tiết lộ rằng hai ngày trước khi bài hát trở nên viral, nhóm đã bàn bạc với nhau và đi đến quyết định tan rã, Yujeong và thành viên Yuna đã chuyển ra khỏi ký túc xá của họ. Và thật may mắn, ngày mà cả nhóm cùng trên đường đến công ty để gặp CEO thì Rollin' đã bất ngờ leo hạng. Vào ngày 12 tháng 3 năm 2021, Instiz thông báo rằng bài hát đã đạt được Perfect All Kill trong iChart sau khi đứng đầu cả bảng xếp hạng âm nhạc hàng ngày và realtime.
Vào ngày 14 tháng 3 năm 2021, Brave Girls nhận được chiến thắng đầu tiên trên chương trình âm nhạc trên Inkigayo với "Rollin'". Chiến thắng của họ với đội hình hiện tại đã phá vỡ kỷ lục có khoảng thời gian đạt cúp lâu nhất kể từ khi ra mắt đến chiến thắng đầu tiên của các nhóm nhạc nữ trong lịch sử K-pop, chiến thắng sau 1.854 ngày ra mắt. Nhóm nhận được chiến thắng thứ hai vài ngày sau trên The Show. "Rollin" sau đó trở thành bài hát của nhóm nhạc nữ có số giờ Perfect All Kil lâu nhất và trong top 5 những bài hát có nhiều giờ PAK nhất (đứng sau Dynamite, Celebrity, Any Song và Lilac) với tổng cộng 262 giờ PAK. "We Ride" cũng bắt đầu vươn lên trong Gaon Singles Chart và các bảng xếp hạng khác vài tuần sau đó và đạt vị trí thứ năm.
Nhóm đã phát hành phiên bản đặc biệt của "High Heels" hợp tác với thương hiệu giày Elcanto vào ngày 29/4 vừa qua.
Nhóm đã phát hành một đĩa đơn quảng cáo, "Red Sun", vào ngày 5 tháng 5 cho Lotte Department Store.
Vào ngày 17 tháng 6 năm 2021, Brave Girls comeback với mini album thứ năm mang tên "Summer Queen" và ca khúc chủ đạo là "Chi Mat Ba Ram". Bài hát đã đem về cho nhóm nhiều kỉ lục ở mảng nhạc số, debut #1 trên hai bảng xếp hạng Genie và Bugs, chạm nóc Genie 3 lần, là nhóm nhạc nữ có bài hát lọt vào top 100 Melon 24Hits trong năm 2021 nhanh nhất (2 giờ), là nhóm nhạc nữ có 3 bài hát cùng nằm trong top 10 Melon 24 Hít trong cùng một thời điểm. Ở Youtube, MV "Chi Mat Ba Ram" đạt được 10,9 triệu lượt xem trong 24 giờ đầu.

### 2023–nay: Tan rã và đổi tên thành BB Girls
Vào ngày 15 tháng 2 năm 2023, Brave Girls thông báo kế hoạch phát hành đĩa đơn mới "Goodbye", dẫn đến suy đoán rằng nhóm đang có ý định tan rã sau khi hết hạn hợp đồng. Sau đó, Brave Entertainment đã xác nhận rằng nhóm sẽ tan rã sau khi cả bốn thành viên quyết định không gia hạn hợp đồng với công ty. Goodbye, được coi như một bài hát chia tay, được phát hành cùng ngày. Ngày hôm sau, Minyoung đảm bảo với người hâm mộ rằng việc nhóm tan rã chỉ là tạm thời và cuối cùng họ sẽ tái hợp trong tương lai.
Ngày 26 tháng 4, cả 4 thành viên đã ký hợp đồng với Warner Music Korea với kế hoạch phát hành ca khúc mới vào mùa hè. Người ta cũng thông báo rằng "nhiều khả năng khác nhau" đang được thảo luận về việc tiếp tục sử dụng tên của nhóm. Vào ngày 3 tháng 5, có thông báo rằng nhóm sẽ tiếp tục với tên gọi BB Girls, với album đơn đầu tiên mang tên One More Time , được phát hành vào ngày 3 tháng 8 năm 2023.
Vào ngày 20 tháng 8, Brave Entertainment đã phát hành Brave Girls Best Album, một album tổng hợp những bản hit lớn nhất chưa được công bố bao gồm 8 bài hát với các sáng tác được mô phỏng lại từ danh mục của nhóm cũ, từ các bài hát đầu tay của Brave Girls "Do you know", "Easily", "High Heels", "NowadaysYou", "Yoo Hoo" cho đến "Rollin", "We Ride" và "Chi Mat Ba Ram." Đây là album duy nhất có sự góp giọng của cả 10 thành viên trước đây. Vào ngày 24 tháng 8, album được phát hành dưới dạng CD hộp đựng đồ trang sức với tập sách lời bài hát 12 trang mô tả từng cách sắp xếp bài hát mới.

## Thành viên

### Thành viên hiện tại
| Nghệ danh | Nghệ danh | Tên khai sinh | Tên khai sinh | Tên khai sinh | Tên khai sinh | Ngày sinh        | Nơi sinh                     | Quốc tịch |
| Latinh    | Hangul    | Latinh        | Hangul        | Hanja         | Hán-Việt      | Ngày sinh        | Nơi sinh                     | Quốc tịch |
| Minyoung  | 민영      | Kim Min-young | 김민영        | 金玟瑩        | Kim Mân Oánh  | 12 tháng 9, 1990 | Seongnam, Gyeonggi, Hàn Quốc | Hàn Quốc  |
| Yujeong   | 유정      | Nam Yu-jeong  | 남유정        | 南侑廷        | Nam Hựu Đình  | 2 tháng 5, 1991  | Seoul, Hàn Quốc              | Hàn Quốc  |
| Eunji     | 은지      | Hong Eun-ji   | 홍은지        | 洪恩智        | Hồng Ân Trí   | 19 tháng 7, 1992 | Songpa-gu, Seoul, Hàn Quốc   | Hàn Quốc  |
| Yuna      | 유나      | Lee Yu-na     | 이유나        | 李裕那        | Lý Dụ Na      | 6 tháng 4, 1993  | Seoul, Hàn Quốc              | Hàn Quốc  |

### Cựu thành viên
- Chú thích: Thứ tự thành viên được sắp xếp theo thứ tự ra mắt

| Nghệ danh | Nghệ danh | Tên khai sinh  | Tên khai sinh | Tên khai sinh | Tên khai sinh | Ngày sinh         | Nơi sinh               | Quốc tịch         |
| Latinh    | Hangul    | Latinh         | Hangul        | Hanja         | Hán-Việt      | Ngày sinh         | Nơi sinh               | Quốc tịch         |
| Eunyoung  | 은영      | Park Eun-young | 박은영        | 朴恩英        | Phác Ân Anh   | 15 tháng 10, 1987 | Busan, Hàn Quốc        | Hàn Quốc          |
| Seoah     | 서아      | Park Seo-ah    | 박서아        | 朴殊雅        | Phác Thù Nhã  | 9 tháng 2, 1988   | Jeollanam-do, Hàn Quốc | Hàn Quốc          |
| Yejin     | 예진      | Han Ye-jin     | 한예진        | 韩艺真        | Hàn Nghệ Chân | 24 tháng 11, 1990 | Seoul, Hàn Quốc        | Canada / Hàn Quốc |
| Yoojin    | 정유진    | Jung Yoo-jin   | 정유진        | 丁裕真        | Đinh Dụ Chân  | 14 tháng 9, 1992  | Seoul, Hàn Quốc        | Hàn Quốc          |
| Hyeran    | 혜란      | Noh Hye-ran    | 노혜란        | 卢蕙兰        | Lư Huệ Lan    | 9 tháng 4, 1993   | Incheon, Hàn Quốc      | Hàn Quốc          |
| Hayun     | 하윤      | Lee Ha-yun     | 이하윤        | 李夏昀        | Lý Hạ Quân    | 29 tháng 8, 1994  | Busan, Hàn Quốc        | Hàn Quốc          |
| Hayun     | 하윤      | Lee Hwa-si     | 이화시        | 李花時        | Lý Hoa Thì    | 29 tháng 8, 1994  | Busan, Hàn Quốc        | Hàn Quốc          |

## Danh sách đĩa nhạc

### EP
| Tựa               | Chi tiết album | Đỉnh | Số bán được   |
| Tựa               | Chi tiết album | KOR  | Số bán được   |
| ----------------- | --- | ---- | ------------- |
| Back To Da Future | - Phát hành: 29 tháng 7 năm 2011 - Nhãn: Brave Entertainment - Định dạng: CD, digital download Track list 1. Back to da Future 2. Easily (툭하면) [feat. Skull] 3. If It Rains (비가 내리면) 4. It Hurts So Much (너무 아파) [feat. Maboos of Electroboyz] (Eunyoung solo) 5. Do You Know (아나요) [Acoustic Version] 6. Easily (툭하면) [Instrumental] | 14   | - KOR: 3,484+ |
| Re-Issue          | - Phát hành: 22 tháng 2 năm 2012 - Nhãn: Brave Entertainment - Định dạng: CD, digital download Track list 1. B'Girls Are Back 2. Nowadays, You (요즘 너) 3. Without a Word (말 없이) 4. Nowadays, You (요즘 너) [Remix] 5. Nowadays, You (요즘 너) [Instrumental]                                                                                       | 14   | - KOR: 2,865+ |
| High Heels        | - Phát hành: 27 tháng 6 năm 2016 - Nhãn: Brave Entertainment - Định dạng: CD, digital download Track list 1. High Heels (하이힐) 2. Help Me 3. Whatever 4. Let's Meet (만나지 말걸) 5. Deepened (변했어) | 22   | - KOR: 1,180+ |
| Rollin'           | - Phát hành: 7 tháng 3 năm 2017 - Nhãn: Brave Entertainment - Định dang: CD, digital download Track list 1. Rollin' 2. Past Thoughts (옛생각) 3. Don't Rush (서두르지 마) 4. High Heels (하이힐) [Remix] 5. Outro (Rollin') | 30   | - KOR: 1,091+ |

### Albums đơn
| Tựa            | Chi tiết Album | Đỉnh | Số bán được    |
| Tựa            | Chi tiết Album | KOR  | Số bán được    |
| -------------- | --- | ---- | -------------- |
| The Difference | - Phát hành: 7 tháng 4 năm 2011 - Nhãn: Brave Entertainment - Định dạng: CD, digital download Track list 1. Ain't Nobody Like Brave Girls 2. So Sexy 3. Do You Know (아나요) 4. So Sexy (Instrumental) | 2    | - KOR: 11,644+ |

### Đĩa đơn quảng bá
| Năm  | Tựa                                                           | Đỉnh | Số bán được (Tải xuống) | Album             |
| Năm  | Tựa                                                           | KOR  | Số bán được (Tải xuống) | Album             |
| ---- | ------------------------------------------------------------- | ---- | ----------------------- | ----------------- |
| 2011 | "Do You Know" (아나요)                                        | 19   | - KOR: 372,562+         | The Difference    |
| 2011 | "Easily" (툭하면)                                             | 38   | - KOR: 520,586+         | Back To Da Future |
| 2012 | "Nowadays, You" (요즘 너)                                     | 21   | - KOR: 571,244+         | Re-Issue          |
| 2013 | "For You" (포유)                                              | 50   | - KOR: 42,057+          | Non-album single  |
| 2016 | "Deepened" (변했어)                                           | 131  | - KOR: 10,942+          | High Heels        |
| 2016 | "High Heels" (하이힐)                                         | 135  | - KOR: 12,034+          | High Heels        |
| 2016 | "Yoo-hoo" (유후 (우린 아직 여름))                             | —    |                         | Non-album single  |
| 2017 | "Rollin'" (롤린)                                              | 2    |                         | Rollin'           |
| 2018 | "Rollin" (New Version) (롤린) (New Version)                   | —    |                         | Non-album single  |
|      | "—" biểu thị các mục không biểu đồ hoặc không được phát hành. |      |                         |                   |

### Đĩa đơn hợp tác
| Năm  | Tựa                                                                      | Đỉnh | Số bán được (Tải xuống) | Album                                                                 |
| Năm  | Tựa                                                                      | KOR  | Số bán được (Tải xuống) | Album                                                                 |
| ---- | ------------------------------------------------------------------------ | ---- | ----------------------- | --------------------------------------------------------------------- |
| 2013 | "Passing Of The Year" (Electroboyz, Brave Girls, BIGSTAR & Park Soo Jin) | —    | - KOR: 18,239           | Passing Of The Year - Bye 2013 BRAVESOUND - Bravefamily Winter Single |
|      | "—" biểu thị các mục không biểu đồ hoặc không được phát hành.            |      |                         |                                                                       |

## Phim

### Video âm nhạc
| Năm  | Tựa             | Giám đốc      | Ref.   |
| ---- | --------------- | ------------- | ------ |
| 2011 | "Do You Know"   | Không biết    | [ 61 ] |
| 2011 | "So Sexy"       | Không biết    | [ 62 ] |
| 2011 | "Easily"        | Kim Kwang-eun | [ 64 ] |
| 2012 | "Nowadays, You" | Joe Brown     | [ 66 ] |
| 2016 | "Deepened"      | Joo Hee-sun   | [ 68 ] |
| 2016 | "High Heels"    | Jo Soo-hyun   | [ 70 ] |
| 2016 | "Yoo Hoo"       | Joe Brown     | [ 72 ] |
| 2017 | "Rollin'"       | Lim Jae-kyung | [ 74 ] |

## Giải thưởng
| Năm  | Giải thưởng                        | Danh mục                               | Đề cử            | Kết quả   | Ref           |
| ---- | ---------------------------------- | -------------------------------------- | ---------------- | --------- | ------------- |
| 2011 | Korea Culture Entertainment Awards | Tân binh của năm                       | Brave Girls      | Đoạt giải | [ 25 ] [ 26 ] |
| 2011 | Mnet Asian Music Awards            | Nghệ sĩ nữ mới xuất sắc                | Brave Girls      | Đề cử     | [ 75 ]        |
| 2021 | Mnet Asian Music Awards            | Nghệ sĩ đột phá                        | Brave Girls      | Đoạt giải |               |
| 2021 | Mnet Asian Music Awards            | KTO Breakout Artist                    | Brave Girls      | Đoạt giải |               |
| 2021 | Mnet Asian Music Awards            | Album of the Year                      | Summer Queen     | Đề cử     |               |
| 2021 | Mnet Asian Music Awards            | Artist of the Year                     | Brave Girls      | Đề cử     |               |
| 2021 | Mnet Asian Music Awards            | Worldwide Fans' Choice Top 10          | Brave Girls      | Đề cử     |               |
| 2021 | Asia Model Awards                  | Popular Star Award                     | Brave Girls      | Đoạt giải |               |
| 2021 | BreakTudo Awards                   | K-pop Female Group                     | Brave Girls      | Đề cử     |               |
| 2021 | Broadcasting Advertising Festival  | CF Star of the Year                    | Brave Girls      | Đoạt giải |               |
| 2021 | The Fact Music Awards              | Artist of the Year (Bonsang)           | Brave Girls      | Đoạt giải |               |
| 2021 | Forbes Korea K-Pop Awards          | Female Popularity Award                | Brave Girls      | Đoạt giải |               |
| 2021 | Asia Artist Awards                 | Best Artist Award – Singer             | Brave Girls      | Đoạt giải |               |
| 2021 | Asia Artist Awards                 | Hot Trend Award                        | Brave Girls      | Đoạt giải |               |
| 2021 | Asia Artist Awards                 | Popularity Award – Idol Group (Female) | Brave Girls      | Đề cử     |               |
| 2021 | Asia Artist Awards                 | Popular Star Award                     | Brave Girls      | Đoạt giải |               |
| 2021 | Korea Culture Entertainment Awards | Rookie of the Year                     | Brave Girls      | Đoạt giải |               |
| 2021 | Brand of the Year Awards           | Female Idol                            | Brave Girls      | Đoạt giải |               |
| 2021 | Brand of the Year Awards           | Hot Icon                               | Brave Girls      | Đoạt giải |               |
| 2021 | Korea Arts & Culture Awards        | Popular Singer                         | Brave Girls      | Đoạt giải |               |
| 2021 | Korea Broadcasting Awards          | Best Female Artist                     | Brave Girls      | Đoạt giải |               |
| 2021 | Melon Music Awards                 | Hot Trend Award                        | Brave Girls      | Đoạt giải |               |
| 2021 | Melon Music Awards                 | Best Female Group                      | Brave Girls      | Đề cử     |               |
| 2021 | Melon Music Awards                 | Netizen Popularity Award               | Brave Girls      | Đề cử     |               |
| 2021 | Melon Music Awards                 | Top 10 Artist Award                    | Brave Girls      | Đề cử     |               |
| 2021 | Melon Music Awards                 | Album of the Year                      | Summer Queen     | Đề cử     |               |
| 2022 | Seoul Music Awards                 | Bonsang Award                          | Summer Queen     |           |               |
| 2022 | Seoul Music Awards                 | K-Wave Award                           | Brave Girls      |           |               |
| 2022 | Seoul Music Awards                 | Popularity Award                       | Brave Girls      |           |               |
| 2022 | Seoul Music Awards                 | U+Idol Live Best Artist Award          | Brave Girls      |           |               |
| 2022 | Gaon Chart Music Awards            | Mubeat Global Choice Award – Female    | Brave Girls      |           |               |
| 2022 | Gaon Chart Music Awards            | Song of the Year – June                | "Chi Mat Ba Ram" |           |               |
| 2022 | Golden Disc Awards                 | Digital Song Bonsang                   | "Chi Mat Ba Ram" |           |               |

### Chương trình âm nhạc

#### The Show
| Năm  | Ngày       | Bài hát          | Điểm |
| ---- | ---------- | ---------------- | ---- |
| 2021 | 16 tháng 3 | "Rollin'"        | 5252 |
| 2021 | 22 tháng 6 | "Chi Mat Ba Ram" | 7015 |

#### Show Champion
| Năm  | Ngày       | Bài hát   |
| ---- | ---------- | --------- |
| 2021 | 17 tháng 3 | "Rollin'" |

#### M Countdown
| Năm  | Ngày       | Bài hát   | Điểm |
| ---- | ---------- | --------- | ---- |
| 2021 | 18 tháng 3 | "Rollin'" | 6347 |

#### Music Bank
| Năm  | Ngày       | Bài hát   | Điểm |
| ---- | ---------- | --------- | ---- |
| 2021 | 19 tháng 3 | "Rollin'" | 5379 |

#### Show! Music Core
| Năm  | Ngày      | Bài hát          | Điểm |
| ---- | --------- | ---------------- | ---- |
| 2021 | 3 tháng 7 | "Chi Mat Ba Ram" | 7268 |

#### Inkigayo
| Năm  | Ngày       | Bài hát          | Điểm |
| ---- | ---------- | ---------------- | ---- |
| 2021 | 14 tháng 3 | "Rollin'"        | 6270 |
| 2021 | 21 tháng 3 | "Rollin'"        | 6569 |
| 2021 | 9 tháng 5  | "Rollin'"        | 6411 |
| 2021 | 4 tháng 7  | "Chi Mat Ba Ram" | 8001 |

## Đại sứ
| Năm  | Tên                                                                | Chú thích |
| ---- | ------------------------------------------------------------------ | --------- |
| 2021 | Honorary Ambassador of Korea Tourism – The Myth of Reverse Running | [ 76 ]    |
| 2021 | Road Traffic Authority PR Ambassador                               | [ 77 ]    |